# アタカマ大型ミリ波サブミリ波干渉計
アタカマ大型ミリ波サブミリ波干渉計（アタカマおおがたミリはサブミリはかんしょうけい、英語: Atacama Large Millimeter/submillimeter Array、ALMA、アルマ、アルマ望遠鏡）は、チリ・アタカマ砂漠に建設された大型電波干渉計である。
2002年から建設が始まり、2013年3月13日に完成記念式典が行われた。2014年6月に全てのアンテナが到着した。
略称のALMA（アルマ）とは、スペイン語で「魂」や「いとしい人」を意味する単語である。

## 概要
東アジア（日本・台湾・韓国）・北米（アメリカ合衆国・カナダ）・ヨーロッパの国際共同プロジェクトである。アンデス山脈中の標高約5,000mの高地砂漠（アタカマ砂漠）に高精度パラボラアンテナを合計66台設置し、それら全体をひとつの電波望遠鏡として観測可能な開口合成型電波望遠鏡として活用する。観測に用いる波長帯は1cm（31.3GHz）から0.3mm（950GHz）である。
電波天文学分野における国際共同利用施設であり、観測テーマに応じた研究計画によって天体観測研究が行える施設でもある。

## 設置場所について

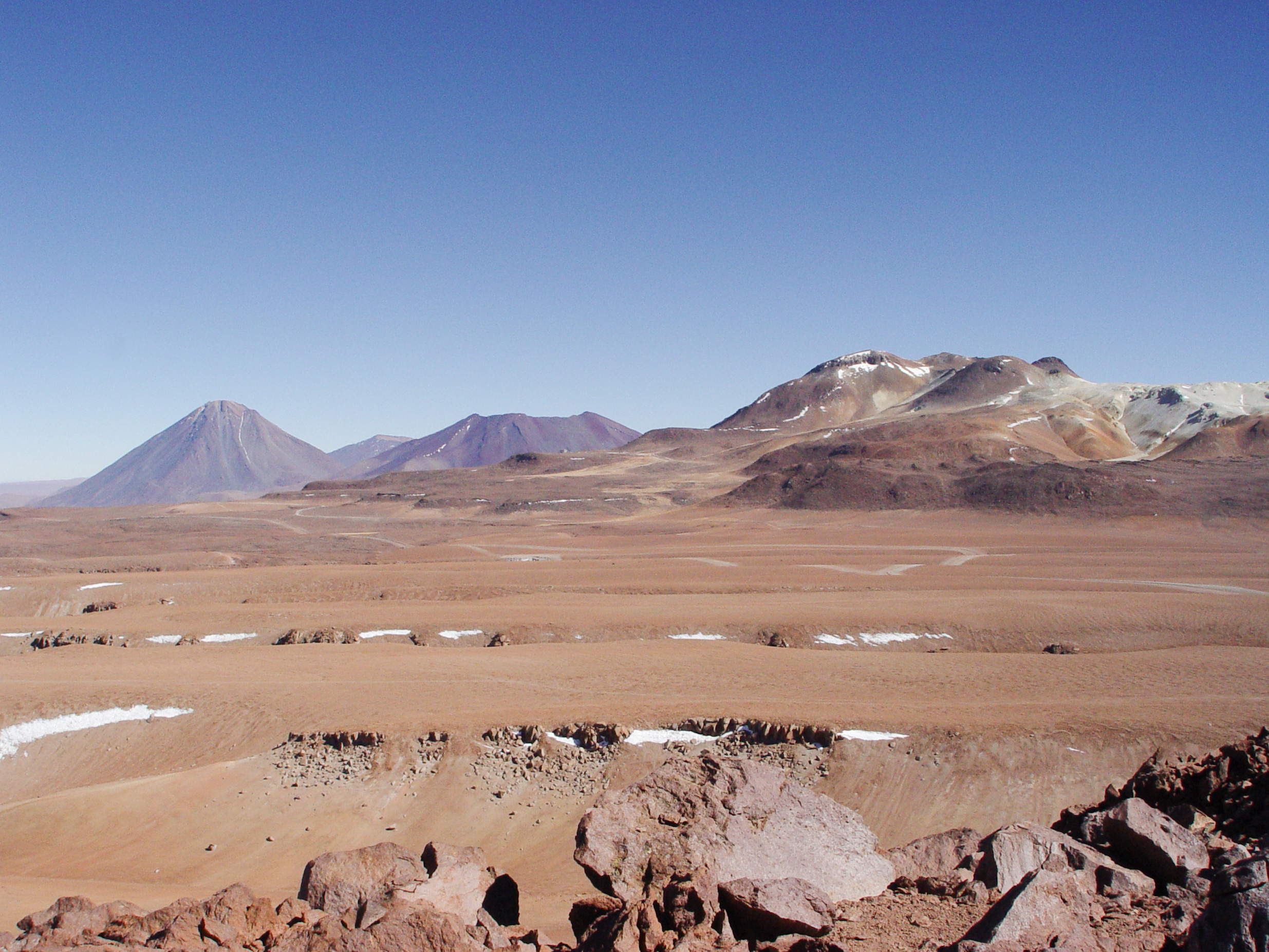
アルマ望遠鏡建設地

アタカマ砂漠に設置することが決定したのは後述する観測対象という点と砂漠地帯ならば水蒸気の影響を受けないため、高い周波数（短い波長）の電波の観測が可能である点である。特に、高地砂漠の場合には平野などの低地に比べて比較的高い周波数の電波の観測が容易である。観測場所(AOS)が標高5,000mの高地にあるため、観測場所とは別に標高3,000mの山麓にメンテナンスをするエリア、望遠鏡の遠隔制御室などのサポート施設(OSF)が設けられている。

## 国際共同利用機関としての組織
アタカマ大型ミリ波サブミリ波干渉計（Atacama Large Millimeter/submillimeter Array: ALMA, “アルマ”）は、ヨーロッパ、東アジア、北米がチリ共和国と協力して建設する国際的な天文観測施設である。アルマ望遠鏡の建設費は、ヨーロッパではヨーロッパ南天天文台（ESO）が、東アジアでは日本の自然科学研究機構（NINS）とその協力機関である台湾中央研究院（AS）が、北米では米国国立科学財団（NSF）とその協力機関であるカナダ国家研究会議（NRC）および台湾科技部（MOST）によって分担されている。アルマ望遠鏡の建設と運用は、ヨーロッパを代表するESO、東アジアを代表する日本の国立天文台（NAOJ）、北米を代表するアメリカ国立電波天文台（NRAO）（NRAOの管理は米国北東部大学連合（AUI））が実施する。合同アルマ観測所（JAO）は、アルマ望遠鏡の建設、試験観測、運用の統一的な執行および管理を行なうことを目的としてチリ共和国内に設立された。

## 沿革
1980年代に日本天文学会の天体電波研究委員会とアメリカ天文学会の天体電波研究連合が相互別々に精度の高い天体電波研究に関する次世代計画のコンセプトを作り上げた。
アメリカ国立電波天文台では、口径10mアンテナ50台のミリ波干渉計による観測計画と設置場所としてチリのアタカマ高原を提案。アメリカ国立電波天文台では、ヨーロッパ（ヨーロッパ南天天文台：ESO）のチームとカナダの研究者も参加。日本の国立天文台では、口径8mのアンテナ40台のサブミリ波干渉計による観測計画を提案した（これは、1990年代に野辺山宇宙電波観測所にて石黒正人教授らが作成した基本構想である）。
北米、ヨーロッパ、日本の学術機関に所属する技術者及び研究者が国際学会での議論やプロポーザルを実施。1990年代後半には、技術仕様を初めとして設置場所を含めて計画としてまとまった。
各国の研究者チームは、それぞれ自国の政府に対して建設予算の要求を実施。参加各国の中央天文台では第三者評価を行い、それを下にして財務当局及び立法府へ提案を実施。最終的には各国政府の合意によって現在の計画となるに至った。なお、2001年に計画承認が行われたのはNRAO・ESO。日本は、所轄官庁である文部科学省では調印が2001年（科学技術政策局長による調印）。国会承認については行政改革などの様々な事情により遅れたため、最終計画承認は2004年となってしまい、本格的な参加に出遅れている（他にも、様々なプロジェクトが影響を受けた）。
装置開発においても、観測機器開発においても、運営計画においても各国が不平等にならないようにするためにALMA合同オフィスをチリに設置。そこに各国の技術者及び研究者が常勤もしくは非常勤で参加し、現在も準備を進めている。
2004年から装置開発においてはアメリカ国立電波天文台のアリゾナサイトで、国立天文台・アメリカ国立電波天文台・ヨーロッパ南天天文台が開発した口径12mパラボラアンテナのテストをそれぞれ実施した。この実験は2007年で終了。各望遠鏡に基づいて製作した望遠鏡を運用予定順に現地に搬入を実施している。
日本の担当するアンテナ本体は三菱電機が、受信機は国立天文台が自前で、そして相関器は富士通が製作しており、ACA用の12mサイズのアンテナ16台のうち4台が2008年に調整を終了している。2011年に全ての観測機器が揃って試験観測を実施し、2012年から本格運用が開始される予定である。

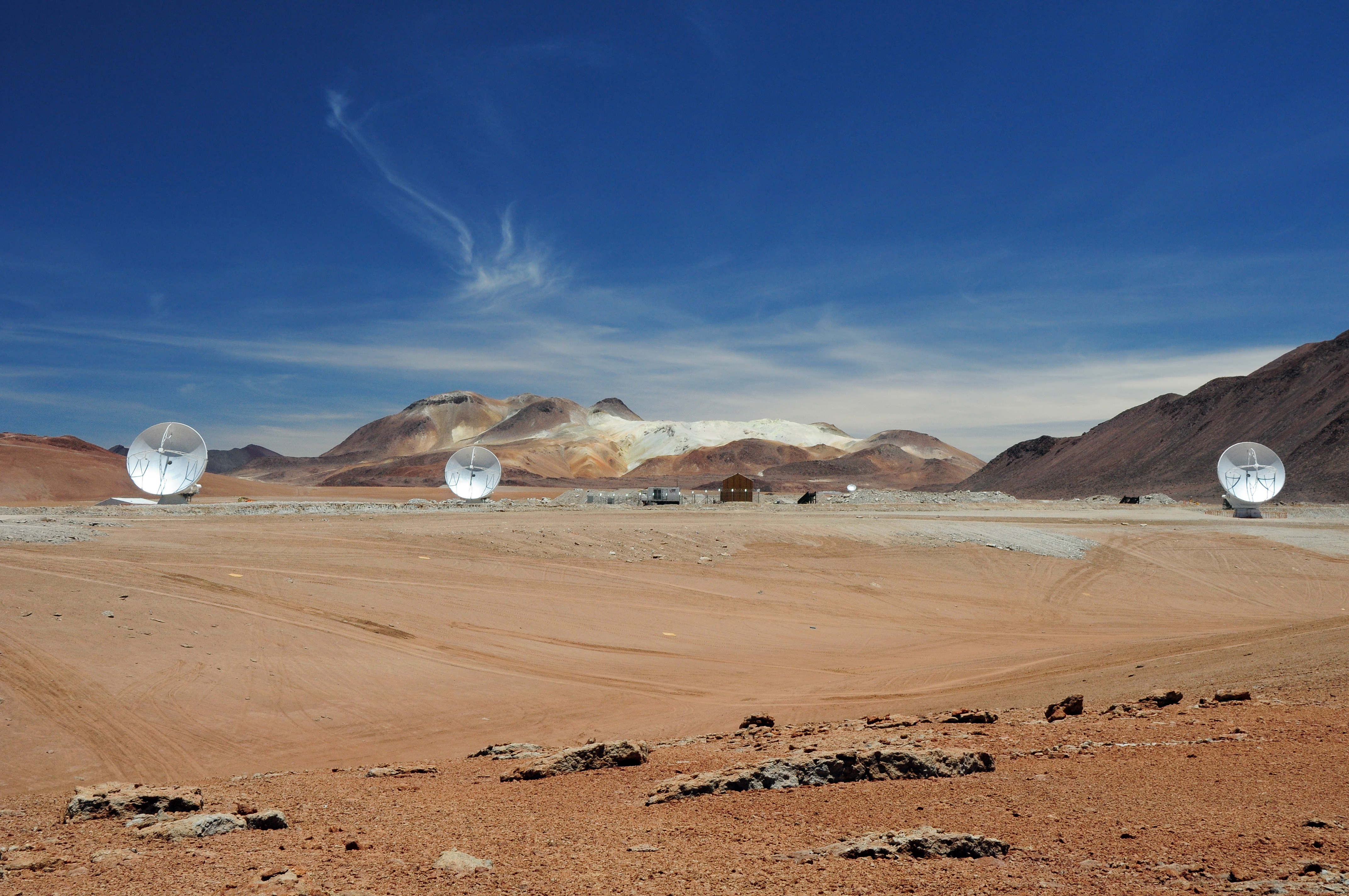
3台のパラボラアンテナによる干渉計観測

日本天文学会の春季年会中の2008年3月18日には日本が担当するパラボラアンテナの1台を用いて試験観測中に撮影した月の電波写真を公開した。そして、2008年12月19日、日本の製作したACA用の12mアンテナがALMAの第1号アンテナとして観測所に引き渡された。2009年11月20日、ALMA観測所にとって3台目となるアンテナが無事に山頂施設（標高5,000メートル）に設置され、複雑な技術試験終了後、天文学者と技術者たちは結合された直径12メートルのアンテナ3台すべてを使って天体からの最初の信号を観測することに成功した。
2011年9月30日にアンテナ16台での初期科学運用が始まった。
2013年3月13日、66基のアンテナのうち59基が可動を始め、開所式が催された。
2014年6月16日、アルマ望遠鏡最後のアンテナが山頂施設に到着。この最後のアンテナは、欧州によって開発された直径12mアンテナで、すでに山頂施設に運ばれている欧州製の24台の12mアンテナ、北米製の25台の12mアンテナ、そして日本が開発した16台のアンテナ（直径12mが4台、7mが12台）に合流した（ただし、標高2,900mの山麓施設に一時的に移設されてメンテナンス作業を受けているものを除く）
。

## 性能
口径12mのアンテナ50台と、日本製のアンテナ16台（口径7m×12台、口径12m×4台、愛称「いざよい（十六夜）」）からなる望遠鏡システム「アタカマコンパクトアレイ（ACA、別名「モリタアレイ」）」の合計66台からなる。ミリ波・サブミリ波領域では世界最大の基線長を誇り、分解能・感度ともに世界一となる。

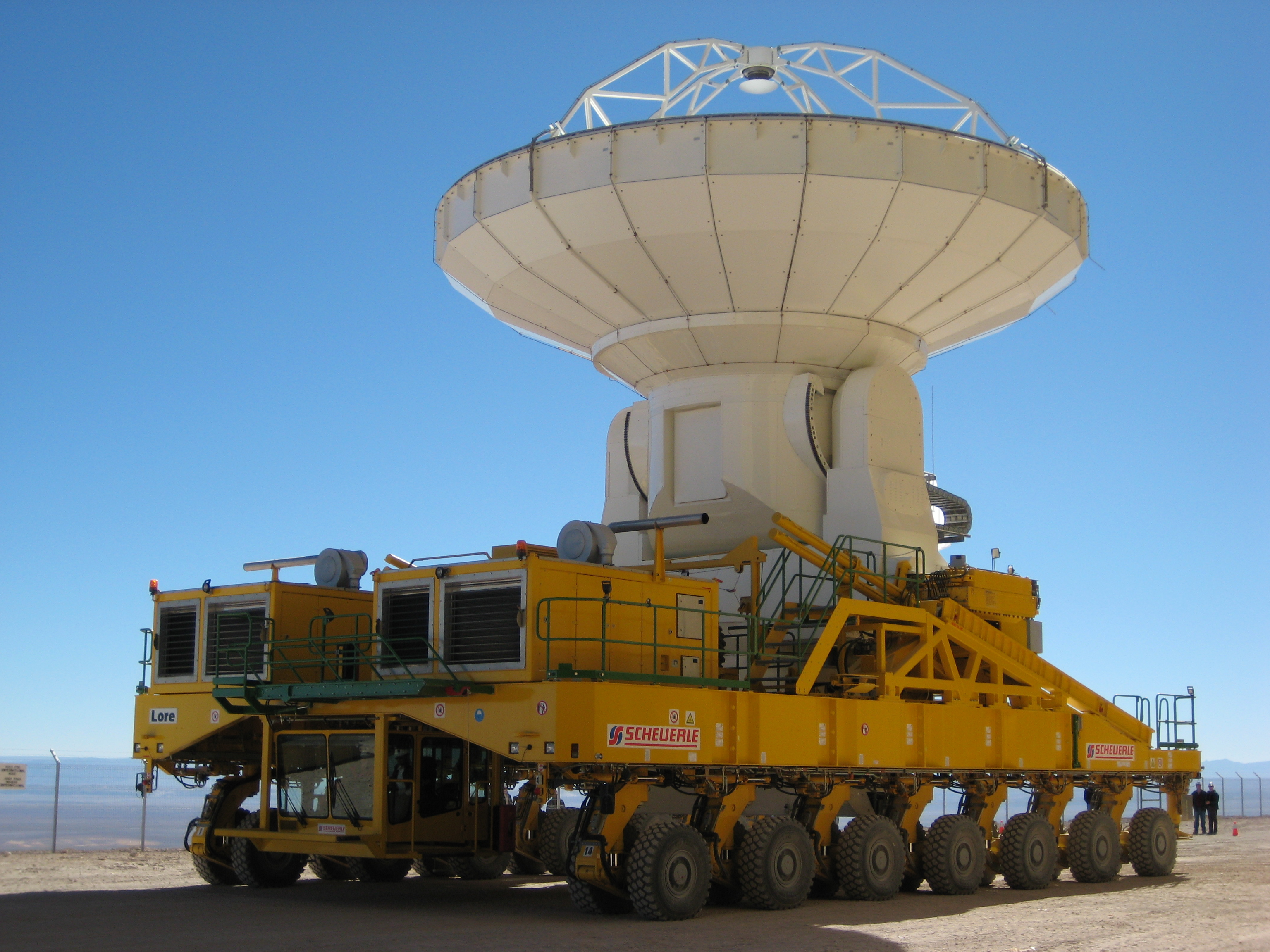
台車に載せられて運ばれるアンテナ

アメリカ国立電波天文台のVLAや国立天文台野辺山宇宙電波観測所のミリ波干渉計のような移動型の電波干渉計である。VLAや野辺山ミリ波干渉計がレールを敷設しその上を移動する台車でアンテナを運搬するのに対し、ALMAの場合は道路の上をゴムタイヤを履いた台車が移動することでアンテナを運搬する。
ALMA望遠鏡は、16.5kmの範囲に66台のアンテナを配置する。ACAは16台のアンテナをコンパクトに配置し、分解能は低いものの広がった天体構造を高い感度で観測する。一方で50台のアンテナで構成される干渉計は広がった天体構造に対する感度はないが、細かい構造を高分解能で観測する。両者のデータをフーリエ空間上で画像合成することにより、高い感度・高い分解能の双方を備えた信頼性の高い観測結果を得ることができる。
各アンテナには、10の観測周波数帯に対応した10個の受信機が搭載される予定である。このうち国立天文台が3つ、カナダ・米国・オランダ・フランスがひとつずつを担当している。本観測プロジェクトで用いられる開口合成観測時に基準となる観測時刻を刻む原子時計はルビジウム型となった。

### 技術仕様
- 共通基本仕様
- 口径：12mアンテナ54台/開口合成口径
- 口径：7mアンテナ12台
- 開口合成口径：ALMA全体 18km/ACA 80m
- 光学系：カセグレイン式
- 鏡面材質：鏡面アルミパネル+コート
- 鏡面精度：25μm @ 12mアンテナ、20μm @ 7mアンテナ
- 架台：経緯儀式
- 指向精度：0.6秒角
- 観測装置：超伝導半導体型（周波数が高いため、効率良く電波を受信することを目的としている）
- 観測補助装置：並列分散型デジタル分光計（FX型及びXF型の並列機）

## 観測対象
ミリ波・サブミリ波という波長の短い電波を使って銀河の形成、星と惑星系の形成、宇宙における物質進化（有機分子の合成等）などを解き明かすことが主目的だがその他にも天文学・惑星科学の分野で汎用の装置として活用される。また南半球のチリに設置されるため、いて座の方角にあって日本からは観測しにくい銀河中心部や日本からは全く見ることのできない大マゼラン雲・小マゼラン雲など南天の天体の観測にも適している。

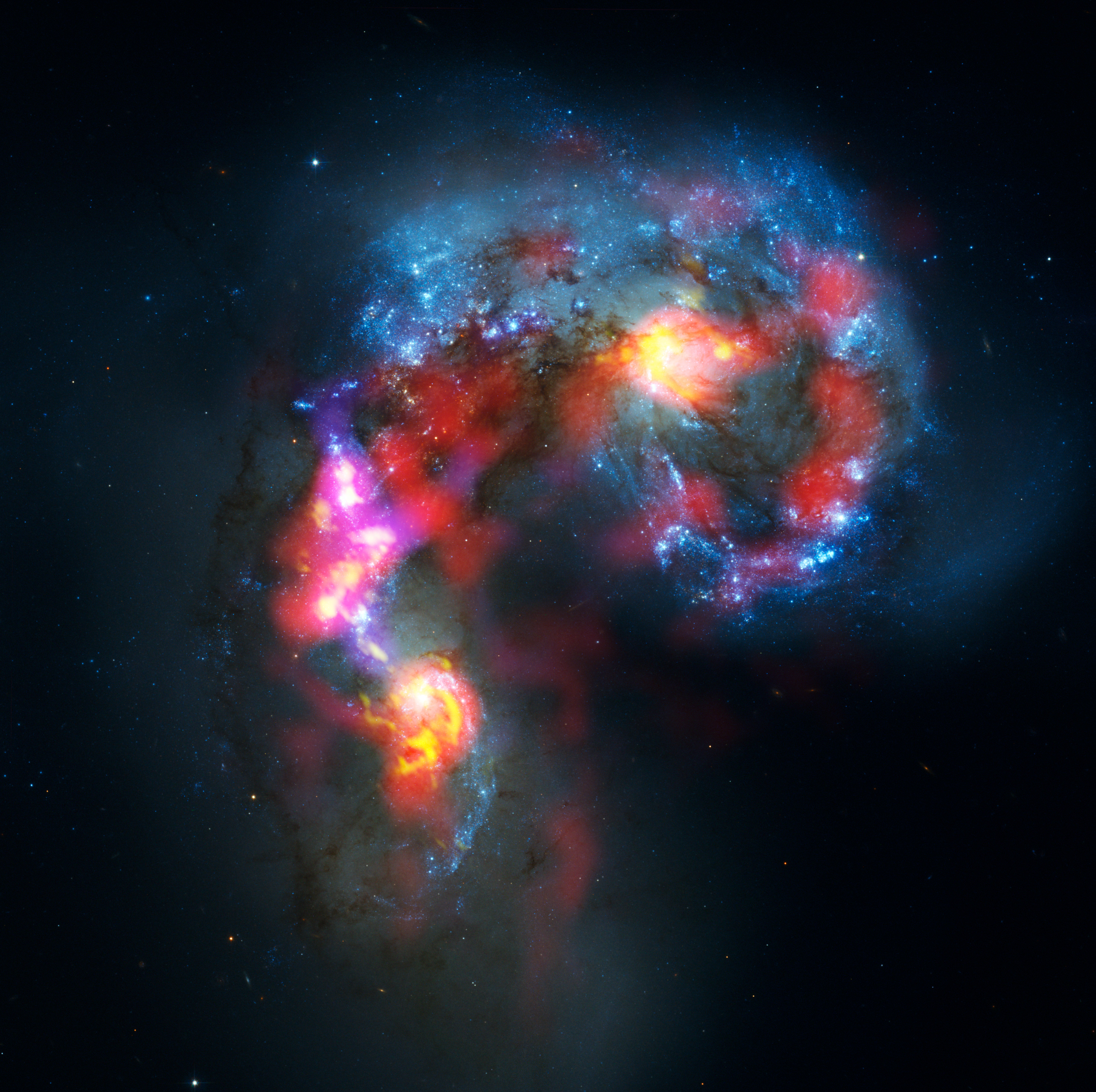
ALMAとハッブル宇宙望遠鏡で観測された触角銀河のデータを合成した画像
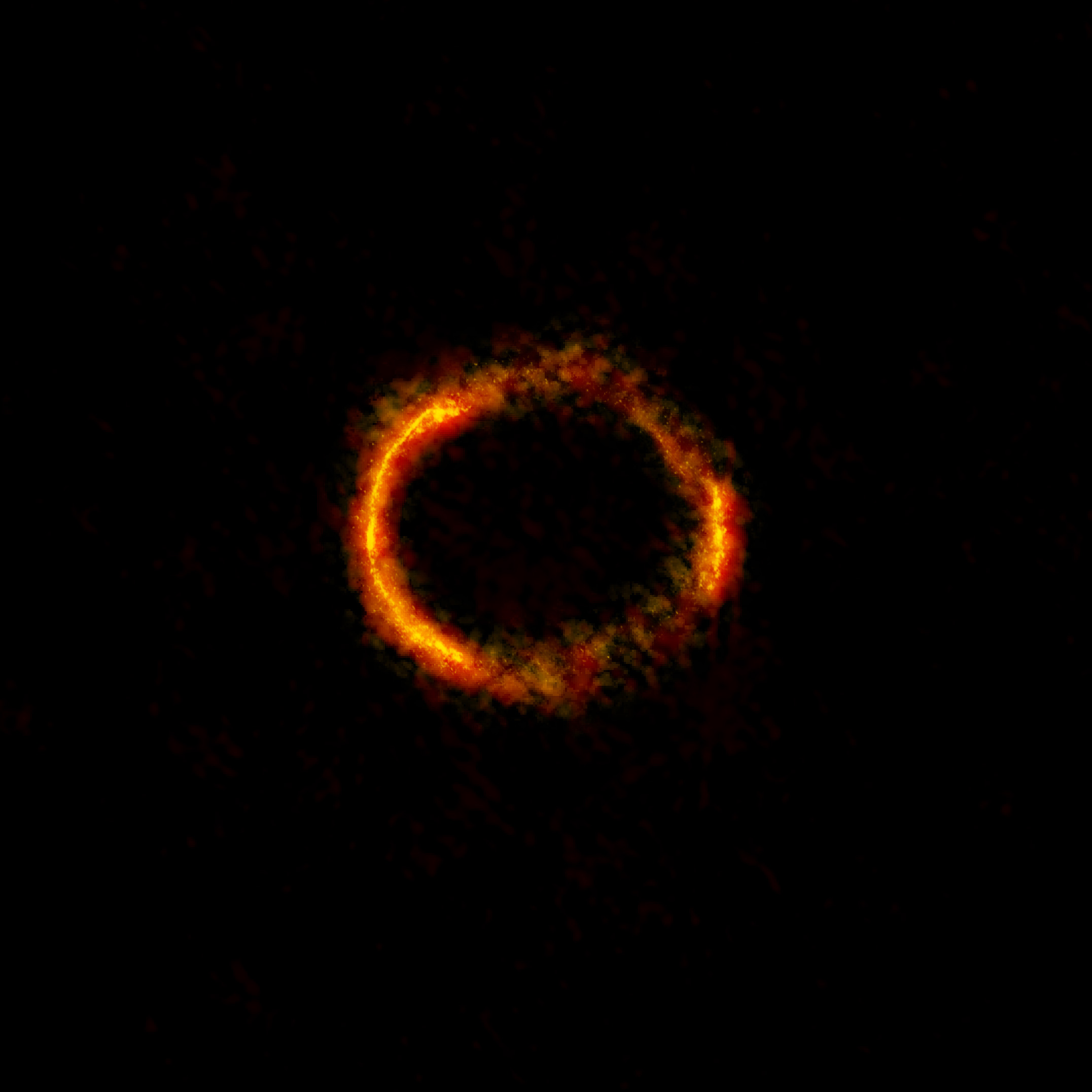
ALMAが観測した重力レンズ天体SDP.81
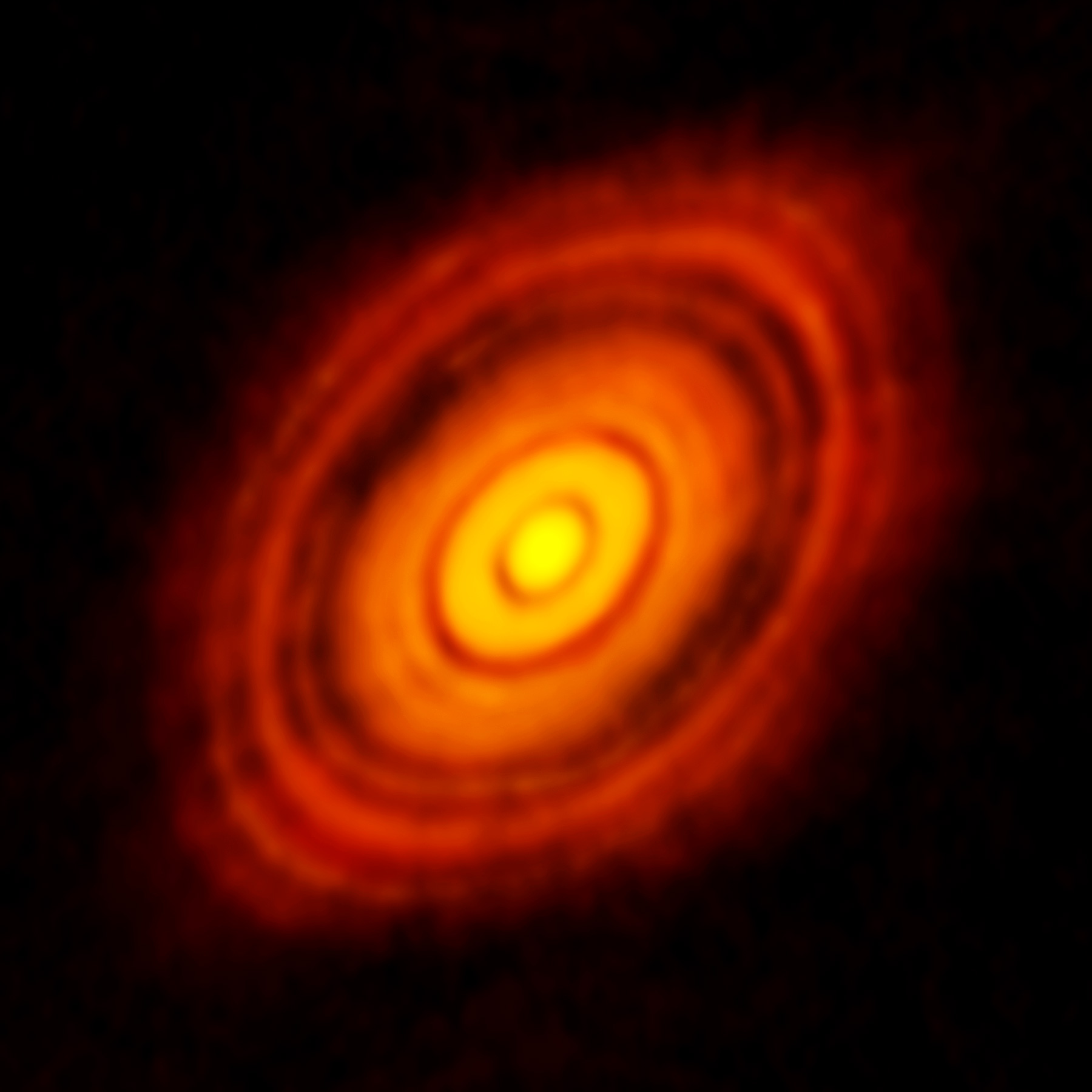
ALMAが観測したおうし座HL星